# La Mère du marié

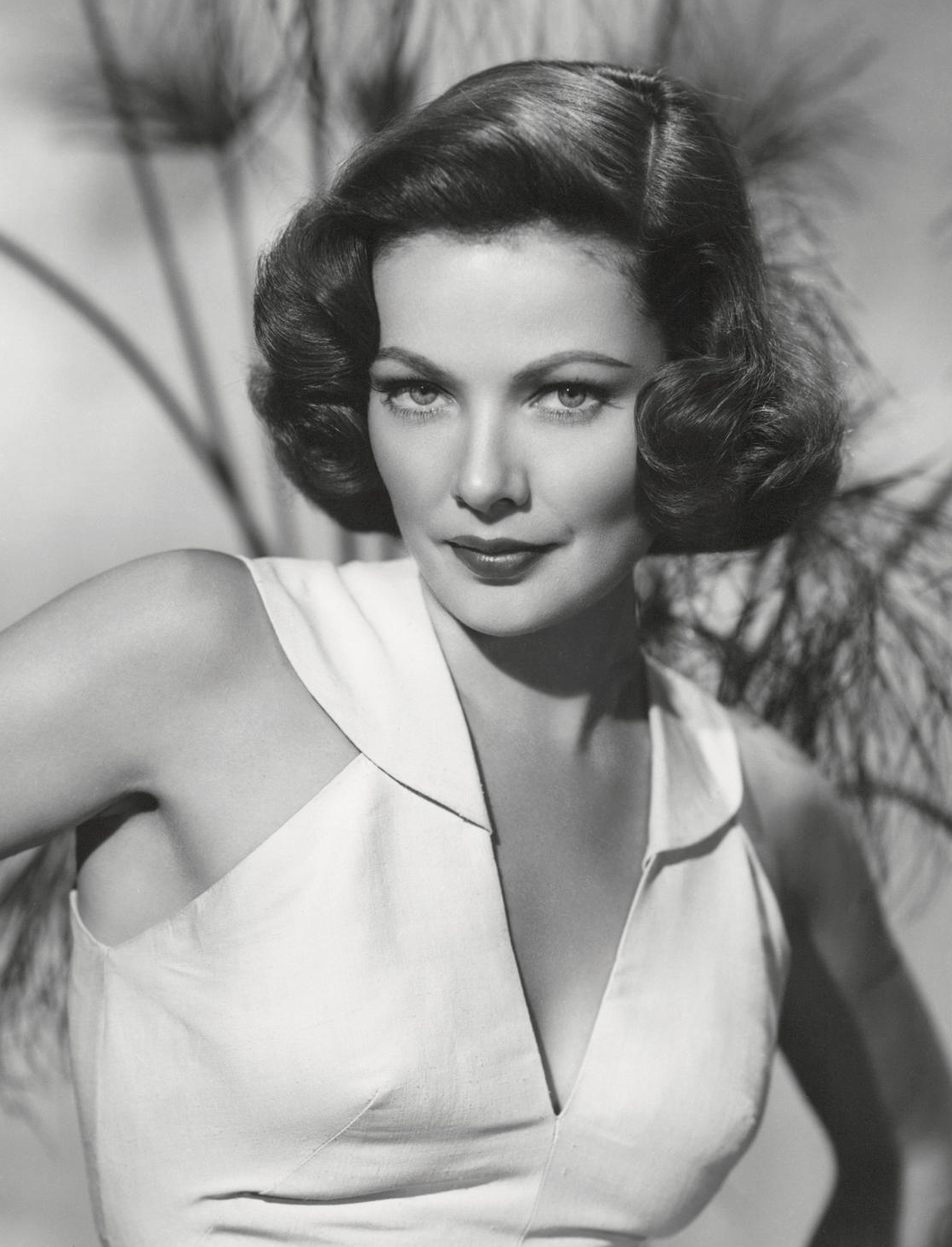
Gene Tierney.

La Mère du marié (The Mating Season) est un film américain réalisé par Mitchell Leisen, sorti en 1951.

## Fiche technique
- Titre : La Mère du marié
- Titre original : The Mating Season
- Réalisation : Mitchell Leisen, assisté d'Oscar Rudolph (non crédité)
- Scénario : Charles Brackett, Richard L. Breen et Walter Reisch d'après la pièce Maggie de Caesar Dunn
- Production : Charles Brackett
- Société de production : Paramount Pictures
- Musique : Joseph J. Lilley
- Photographie : Charles Lang
- Direction artistique : Roland Anderson et Hal Pereira
- Décors de plateau : Sam Comer et Ray Moyer
- Montage : Frank Bracht
- Pays d'origine : États-Unis
- Format : Noir et blanc - 1,37:1 - Mono
- Genre : Comédie
- Durée : 101 minutes
- Date de sortie : 12 janvier 1951
- Affiche : Boris Grinsson (France)

## Distribution
- Gene Tierney (VF : Claire Guibert) : Maggie Carleton McNulty
- John Lund (VF : Jean-Henri Chambois) : Val McNulty
- Miriam Hopkins (VF : Lita Recio) : Fran Carleton
- Thelma Ritter (VF : Marie Francey) : Ellen
- Jan Sterling (VF : Sylvie Deniau) : Betsy Donaldson
- Larry Keating (VF : Jacques Mauclair) : George Kalenger, Sr.
- James Lorimer (VF : Claude Péran) : George C. Kalenger, Jr.
- Gladys Hurlbut (VF : Marcelle Hainia) : Mrs. Natalie Conger
- Cora Witherspoon (VF : Gabrielle Roanne) : Mrs. Owen Williamson
- Malcolm Keen (VF : Richard Francoeur) : Mr. Owen Williamson
- Ellen Corby (VF : Madeleine Geoffroy) : Annie
- Billie Bird (VF : Madeleine Briny) : Mugsy (Madeleine en VF)
- Mary Young (VF : Cécile Didier) : La concierge
- Samuel Colt (VF : Abel Jacquin) : Col. Conger
- Grayce Hampton (VF : Henriette Marion) : Mme Fahnstock
- William Welsh (VF : Stéphane Audel) : Mr. Paget
- William Fawcett (VF : Paul Villé) : Mr. Jake Tuttle
- Carol Coombs (en) (VF : Gilberte Aubry) : Suzy
- Jean Acker : figuration (non créditée)